# Вольная комедия (театр)
Театр «Вольная комедия» — театр малых форм, существовавший в Петрограде с 1920 по 1924 год.

## История создания
Театр открылся в дни празднования 3-летия Октябрьской революции — 9 ноября 1920 года — в нижнем зале Палас-театра (Итальянская, 13).
Изначально задумывался как театр политической сатиры, петроградский аналог теревсатов, и был организован Петроградским ТЕО, Политуправлением Балтфлота и известными деятелями дореволюционного театра Н. В. Петровым, Н. Н. Евреиновым, Ю. П. Анненковым.
Представитель Политуправления Балтфлота, писатель Л. Никулин вошел в правление театра и заведовал в нем Литчастью.
Главным режиссёром стал Н. В. Петров, консультантом — К. Марджанов, художником театра — Ю. Анненков.
Музыкальной частью руководили 3. Майман и Ю. Шапорин.
Труппа состояла из молодых актёров, учеников Петрова: Р. Рубинштейн, С. Тимошенко, Д. Слепян, Е. Гфшуни, Г. Стеффен и др.

## Репертуар
Первый сезон театр открыл программой, основу которой составляли миниатюры «Вселенская биржа» и «Небесная механика» М. А. Рейснера, сценка «Тут и там» Льва Никулина и моноскетч «Парижская утка» Владимира Шмидтгофа.
В течение сезона 1920—1921 театр показал еще две программы, состоявших из 4-5 небольших пьес (моноскетч Шмидтгофа и Тимошенко «Черные и белые», политическая сатира Слонимского «Тумба» и др.).
Режиссёры широко использовали в пьесах пародию, художественный гротеск, «подсадку» (открытое общение актеров с публикой).
Позже репертуар «Вольной комедии» начал ориентироваться на многоактные пьесы, особое внимание уделяя драматургии Евреинова («В кулисах души», «Мировой конкурс остроумия», «Такая женщина», арлекинада «Веселая смерть»).
Здесь впервые была поставлена его пьеса «Самое главное» (премьера состоялась 20 февраля 1921), позже широко ставившаяся в театрах Европы и Америки (постановки Л. Пиранделло, Ш. Дюллена).
В 1921 году «Вольная комедия» приняла участие в первомайских гуляниях, показав на специальной платформе пантомиму «Источник смелых» (версия «Овечьего источника» Лопе де Вега).

## Кабаре «Балаганчик»
После наступления НЭПа и отмены в связи с этим государственной дотации коллектив «Вольной комедии» осенью 1921 года открывает при театре (по новому адресу театра — на Садовой, 12 в известном "Доме с четырьмя колоннадами") ночное кабаре «Балаганчик».
Программа начиналась после окончания спектакля «Вольной комедии» и шла до двух часов ночи в смежном зале на 120 мест, оформленном как ресторан. (Пользовавшиеся популярностью программы периодически проходили в театральном зале «Вольной комедии»).
Организатор и главный режиссёр — Н. В. Петров, он же актёр, и конферансье Коля Петер, вместе с автором многих пьес и миниатюр Семёном Тимошенко встречали публику и вели программу. В сезоне 1923—1924 к ним присоединился Фёдор Курихин.
Художник — Николай Акимов, литературную часть возглавлял В. Азов, музыкальную — 3. Майман.
В труппе в разное время состояли: О. Г. Казико, Н. С. Рашевская, С. А. Мартинсон, Р. В. Зеленая, 3. Рикоми, Д. Слепян, Р. Рубинштейн, Б. С. Лихачёв, танцовщицы Л. Спокойская, 3. Тарховская, актрисой и автором стихотворных пародий была Л. Давидович.
Репертуар состоял преимущественно из пародий на разные темы и менялся еженедельно.
Шли небольшие сценки, скетчи, двухминутные миниатюры («Аховая пьеса», в которой в разных ситуациях произносится только «Ах!»), инсценированные песенки («Шумит ночной Марсель» Ю. Милютина), куплеты на стихи Н. Р. Эрдмана и В. М. Инбер.
Использовались раскованные формы общения со зрителями («бенефис зрительного зала», «футбольный матч между зрителями и артистами», «всеобуч пения»).

## Закрытие театра
В конце 1924 года зал «Вольной комедии» был переоборудован под кинотеатр «Капитолий» и театр, а вскоре и кабаре «Балаганчик» прекратили своё существование.